# 竹内あか里
竹内 あか里（たけうち あかり、1996年1月20日 - ）は、日本の元女子バレーボール選手である。

## 来歴
千葉県松戸市出身。母親の影響で小学5年次よりバレーボールを始める。松戸四中在学中は、千葉県選抜チームの一員としてJOCジュニアオリンピックカップで活躍し、2009年にはオリンピック有望選手、2010年にはJOC・JVAカップ賞を受賞した。千葉県代表監督は「高身長の割に、ボールの取扱がうまい」と評している。
高校は強豪校の東九州龍谷高校に進学し、同校バレーボール部で活躍した。2014年1月30日、Vプレミアリーグトヨタ車体クインシーズの内定選手となり、同年11月16日の上尾戦でリリーフサーバーとして出場しプレミアデビューを果たした。
2017年6月、現役引退が発表された。

## 所属クラブ
- 小金原JVC
- 松戸四中
- 東九州龍谷高校
- トヨタ車体クインシーズ（2014-2017年）

## 受賞歴
- 2009年 - JOCジュニアオリンピック オリンピック有望選手
- 2010年 - JOCジュニアオリンピック JOC・JVAカップ

## 個人成績
Vプレミアリーグレギュラーラウンドにおける個人成績は下記の通り。
| シーズン | 所属       | 出場 | 出場   | アタック | アタック | アタック | アタック | ブロック | ブロック | サーブ | サーブ | サーブ | サーブ | レセプション | レセプション | 総得点 | 備考 |
| -------- | ---------- | ---- | ------ | -------- | -------- | -------- | -------- | -------- | -------- | ------ | ------ | ------ | ------ | ------------ | ------------ | ------ | ---- |
| シーズン | 所属       | 試合 | セット | 打数     | 得点     | 決定率   | 効果率   | 決定     | /set     | 打数   | エース | 得点率 | 効果率 | 受数         | 成功率       | 総得点 | 備考 |
| 2014/15  | トヨタ車体 | 1    | 1      | 0        | 0        | 0.0%     | %        | 0        | 0.00     | 2      | 0      | 0.00%  | 0.0%   | 0            | 0.0%         | 0      |      |
| 2015/16  | トヨタ車体 | 21   | 63     | 58       | 15       | 25.9%    | %        | 6        | 0.10     | 116    | 4      | 3.45%  | 12.3%  | 6            | 100%         | 25     |      |
| 2016/17  | トヨタ車体 | 16   | 40     | 53       | 20       | 37.7%    | %        | 6        | 0.15     | 142    | 4      | %      | 9.1%   | 5            | 60.0%        | 30     |      |